# 拉尔夫·道贝尔
拉尔夫·道格拉斯·道贝尔 AM（英語：Ralph Douglas Doubell，1945年2月11日—），出生于墨尔本，澳大利亚前男子田径运动员，主攻中跑，毕业于墨尔本大学。他曾获得1968年夏季奥运会田径比赛男子800米金牌。